# Phil Coulson
Phillip "Phil" Coulson is een personage bedacht voor de films van het Marvel Cinematic Universe. Hij wordt in deze films gespeeld door Clark Gregg. Anders dan veel andere personages uit deze films is hij niet overgenomen uit de strips van Marvel Comics, maar speciaal voor de films bedacht. Nadien is hij wel alsnog aan het Marvel Universum toegevoegd.
Het personage maakte zijn debuut in de film Iron Man uit 2008, en speelde achtereenvolgens mee in Iron Man 2, Thor, The Avengers, Captain Marvel en twee van de korte films uit de Marvel One-Shots-reeks. Sinds oktober 2013 speelt Phill Coulson ook de hoofdrol in de spin-offserie Agents of S.H.I.E.L.D..

## Rol in de films

### Iron Man
In Iron Man is Coulson aanwezig bij de persconferentie die Tony Stark geeft na te zijn teruggekeerd uit Afghanistan. Hij praat met Starks assistent Pepper Potts, waarin hij haar om details omtrent Tony’s ontsnapping van de Ten Rings vraagt.
Hij is ook aanwezig bij Tony’s aankondiging dat Stark Industries zijn wapenindustrie zal opheffen, is getuige van hoe Obadiah Stane zijn Iron Monger-harnas activeert, en is getuige van Tony’s bekentenis dat hij Iron Man is.
Een running gag omtrent hem in deze film is dat hij elke keer als hij zich voorstelt, de volledige naam van de organisatie Strategic Homeland Intervention, Enforcement, and Logistics Division opsomt, gevolgd door de opmerking dat ze toch echt eens een afkorting voor deze naam moeten verzinnen.

### Iron Man 2
In Iron Man 2 gaat Coulson, wordt Tony Stark na in een dronken toestand een feestje uit de hand laat lopen en zijn vriend James Rhodes gedwongen is hem te stoppen, daarbij zelf een harnas bemachtigend, door Nick Fury onder huisarrest geplaatst om nuchter te worden en te proberen een goede vervanger te vinden voor het giftige palladium, waarmee Tony zijn hartmagneet aandrijft. Coulson is een van de agenten die toezicht moet houden op hem. Hij dreigt onder andere Tony te taseren en vervolgens zelf rustig Supernanny te gaan kijken als hij niet meewerkt. Wel geeft hij Tony enkele oude spullen van zijn vader, Howard Stark, de oprichter van S.H.I.E.L.D. Hier zit ook de videoboodschap bij waaruit blijkt dat Howard reeds een nieuw element dat Palladium kan vervangen gevonden heeft, en instructies voor Tony heeft achtergelaten over hoe hij dit element kan maken.
In een bonusscène na de aftiteling is te zien hoe Coulson contact opneemt met Fury om te melden dat hij Thors hamer gevonden heeft in New Mexico.

### Thor
In Thor, onderzoekt S.H.I.E.L.D. Thor’s hamer. Coulson ondervraagt de nu krachtloze en naar de aarde verbannen Thor nadat deze de S.H.I.E.L.D.-basis waar de hamer zich bevindt is binnengedrongen. Hij wil weten waar Thor zijn training heeft gekregen daar hij zoveel S.H.I.E.L.D.-agenten met gemak versloeg. Ook confisqueert hij de onderzoeksdata van Jane Foster. Wanneer Thor zijn krachten terugkrijgt en de Destroyer verslagen heeft, stemt Coulson toe om Jane haar spullen terug te geven.

### The Avengers
In The Avengers blijkt Coulson een groot fan te zijn van Captain America, van wie hij onder andere een groot aantal ruilkaarten heeft bemachtigd. Hij heeft in de film het nieuwe uniform voor Captain America ontworpen. Hij is ook verantwoordelijk voor het rekruteren van Tony Stark voor de Avengers.
Later in de film, wanneer Loki probeert te ontsnappen uit de S.H.I.E.L.D.-helicarrier, confronteert Coulson hem met een energiewapen. Loki leidt Coulson af met een hologram van zichzelf, en steekt hem in de rug. Coulson kan echter nog voor hij aan zijn verwonding bezwijkt het wapen afvuren, waarbij Loki naar buiten geschoten wordt. Fury vindt de gewonde en bewusteloze Coulson, en roept de medici van de Helicarrier bij. Niet veel later vermeldt hij dat Coulson zou zijn overleden, maar of dit echt het geval is, is niet duidelijk daar het niet in beeld wordt getoond. Coulsons vermoedelijke dood is echter wel reden voor de aanwezige Avengers om eindelijk echt samen te gaan werken en Loki’s plannen te stoppen. Wanneer Tony Loki confronteert in zijn eigen toren, geeft hij eindelijk toe respect te hebben voor Coulson.

### Captain Marvel
In Captain Marvel (2019) wordt Coulson in zijn jongere jaren gezien. Rond de tijd dat hij net begint bij S.H.I.E.L.D. Hij hoort Nick Fury te vergezellen maar een gedaanteverwisselaar, een Skrull, doet zich voor als Coulson en valt Fury aan. De Skrull overleeft de aanval niet. Later in de film zie je de echte Coulson die het vertrouwen van Fury wint en zo het hulpje wordt van Nick Fury.

### Korte films
Coulson speelt mee in twee korte films uit de Marvel One-Shots-reeks.
In The Consultant heeft hij te horen gekregen dat de World Security Council graag Emil Blonsky wil rekruteren voor De Avengers, maar Coulson en zijn collega Sitwell zien niks in dit plan. Om het plan te saboteren, sturen ze Tony Stark als vertegenwoordiger naar Thunderbolt Ross. Deze wordt dermate beledigd door Tony’s gedrag, dat hij niet instemt met de instructies om Blonsky vrij te laten.
In A Funny Thing Happened On The Way To Thor's Hammer raakt Coulson, wanneer hij op weg naar New Mexico stopt bij een tankstation, betrokken bij een overval. Hij overmeestert de twee overvallers en vertrekt weer alsof er niks is gebeurd.

## Agents of S.H.I.E.L.D.
In de tv-serie Agents of S.H.I.E.L.D., welke zich chronologisch afspeelt na The Avengers, heeft Phil Coulson de hoofdrol. In de eerste aflevering blijkt dat hij kort na zijn dood met succes is gereanimeerd, en naar Tahiti zou zijn gestuurd om te herstellen van zijn verwondingen. Er wordt echter sterk gesuggereerd dat er meer gaande is rondom Phil's succesvolle genezing dan Phil zelf vermoedt. Uiteindelijk komt aan het licht dat Coulson genezen is met behulp van een serum genaamd GH-325, dat gewonnen wordt uit het lijk van een buitenaards wezen. Nadien heeft S.H.I.E.L.D. Coulson expres valse herinneringen aan een verblijf op Tahiti gegeven omdat zijn terugkeer uit de dood dermate traumatiserend voor hem was, dat het beter was hem dit te laten vergeten.
Eind seizoen 1, nadat S.H.I.E.L.D. is gevallen door HYDRA, krijgt Coulson van Nick Fury promotie tot directeur, en de opdracht S.H.I.E.L.D. weer op te bouwen. In Seizoen 2 is dit dan ook Coulson's primaire doel. Hij vormt een moeizame werkrelatie met generaal Glenn Talbot, en zet met zijn nu sterk gereduceerde team het werk van S.H.I.E.L.D. voort. Als gevolg van de GH-325 begint hij echter visioenen te krijgen van een mysterieus diagram, waardoor hij begint te twijfelen aan zijn mentale toestand. Via onderzoek komt hij erachter dat andere proefpersonen die een behandeling met GH-325 ondergingen ook dit diagram begonnen te zien en uit te tekenen. Uiteindelijk blijkt dit diagram de blauwdruk te zijn van een stad, waarna Coulson het tot zijn missie maakt deze eerder te vinden dan HYDRA.

## Andere media
Hoewel het personage bedacht is voor het Marvel Cinematic Universe, heeft hij inmiddels ook zijn weg gevonden naar andere media van Marvel Comics:
- Agent Coulson heeft een rol in de animatieserie Ultimate Spider-Man, waarin hij undercover is als directeur van Peter Parkers school.[2][3] Clark Gregg sprak voor deze rol de stem in van het personage. De Nederlandse stem van Agent Coulson werd ingesproken door Simon Zwiers.
- Agent Coulson heeft een rol in de drie verschillende afleveringen van de animatieserie What If...? uit 2021 voor Disney+. In de derde aflevering van het eerste seizoen wordt een alternatieve uitkomst laten zien van de gebeurtenissen uit de films Iron Man 2 en Thor. In de zevende aflevering van de derde aflevering wordt een andere alternatieve uitkomst laten zien van de gebeurtenissen uit de film Thor. Clark Gregg sprak voor deze rol de stem in van het personage. Tevens werd de Nederlandse stem van Phil Coulson weer ingesproken door Simon Zwiers. In de vierde aflevering van het derde seizoen keert Coulson weer terug. In deze aflevering zit hij samen met Nick Fury achter het ei van Darcy Lewis en Howard the Duck.
- Coulson heeft een cameo in de aflevering "Extremis" van de animatieserie Iron Man: Armored Adventures.